# Rubens Sambueza
Rubens Omar Sambueza (Neuquén, 1º gennaio 1984) è un allenatore di calcio ed ex calciatore argentino, di ruolo centrocampista.